# 同窗琴書記
《同窗琴書記》（白話字：Tông-chhong Khîm Su Kì），全名《梁山泊同窗琴書記》，是一齣以閩南語泉州方言書寫而成的白話戲文，描寫流行於閩南的兩大民間文學之一的仙伯英台的故事。現存為清乾隆年間的版本，文中運用許多閩南語漢字，保留相當多當時泉州話之語彙。作者不詳，單冊不分卷。

## 外部連結
- 《梁山泊同窗琴書記》－中國哲學書電子化計劃維基